# Isłocz (wieś)
Isłocz (biał. Іслач, ros. Ислочь) – wieś na Białorusi, w obwodzie mińskim, w rejonie mińskim, w sielsowiecie Horanie. W pobliżu wsi swój początek bierze rzeka Isłocz.
Dawniej dwa folwarki Isłocz i Isłoczka zamieszkane m.in. przez szlachtę zaściankową. W czasach Rzeczypospolitej wieś leżała w województwie mińskim. Odpadła od Polski w wyniku II rozbioru. Ponownie pod polską administracją w latach 1919–1920 w okręgu mińskim Zarządu Cywilnego Ziem Wschodnich.